# Фотокристаллография
Фотокристаллография — область экспериментальной физики, занимающаяся изучением физических и химических свойств кристаллов в возбуждённом состоянии, возникающем после поглощения квантов света или рентгеновского излучения. Переход в возбужденное состояние одного или нескольких электронов в молекуле изменяет физико-химические свойства вещества и фотокристаллография исследует эти изменения. Методы фотокристаллографии используются при поиске новых материалов для солнечных батарей, голографической техники, телекоммуникационной индустрии, светодиодов, а также при изучении проблем биохимии.